# Team Zisser Enns
Das Team „Zisser“ Enns ist ein Ausdauersportverein mit den Schwerpunkten Laufen, Triathlon, Duathlon und Radsport. Der Verein hat den Sitz in Enns (Oberösterreich) und stellt einen der erfolgreichsten Ausdauersportvereine Oberösterreichs dar.
Ziel des Vereins ist das Heranführen von Breitensportlern an den Leistungssport und spezielle Unterstützung und Betreuung durch leistungsorientierte Spitzenathleten.
Team „Zisser“ Enns ist Mitglied bei den Vereinen K&K Szene, ASKÖ Oberösterreich, TRI Austria und dem Oberösterreichischen Leichtathletikverband.

## Geschichte
Der Verein Team „Zisser“ Enns wurde ursprünglich 1993 als selbständiger Zweigverein der Naturfreunde Kronstorf unter dem Namen „TVN Zisser Kronstorf“ gegründet. Am 4. Februar 2006 wurde in einer Mitgliederversammlung einstimmig die Umbenennung des Vereins in ASKÖ Laufsport und Triathlon Team „Zisser“ Enns und die Verlegung des Vereins von Kronstorf nach Enns beschlossen.

## Erfolge von Vereinsmitgliedern
| Jahr | Erfolg                                                                 | Athlet(en)                                                          |
| ---- | ---------------------------------------------------------------------- | ------------------------------------------------------------------- |
| 2010 | 2. Platz beim Race Around Austria                                      | Harald Kainrath, Gerhard Dormayr, Heinz Haindl, Bernhard Losbichler |
| 2009 | Vizestaatsmeister Halbironman Distanz                                  | Bernhard Hiebl                                                      |
| 2008 | Österr. Staatsmeisterin Triathlon Olympische Distanz                   | Tania Haiböck                                                       |
| 2008 | Olympischer Triathlon in Peking, 27. Platz                             | Tania Haiböck                                                       |
| 2006 | Österreichische Staatsmeisterschaft Triathlon Olymp. Distanz, 3. Platz | Bernhard Hiebl                                                      |
| 2006 | Österreichischer Mannschaftsmeister Triathlon Jugend, 2. Platz         | Julia Kastner, Tanja Kastner und Daniela Hofer                      |
| 2005 | Österreichischer Staatsmeister Duathlon                                | Bernhard Hiebl                                                      |
| 2005 | Österreichische Staatsmeisterin Duathlon                               | Tania Haiböck                                                       |
| 2003 | Oberösterreichischer Landesmeister Triathlon                           | Bernhard Hiebl                                                      |
| 2002 | Weltmeister Duathlon Klasse M35                                        | Christian Froschauer                                                |
| 2000 | Österreichischer Staatsmeister Duathlon                                | Bernhard Hiebl                                                      |
| 1999 | Österreichischer Staatsmeister im Triathlon                            | Bernhard Hiebl                                                      |

## Veranstaltungen
Der Verein veranstaltet jährlich in Enns die Sportveranstaltungen Ennser Stadtlauf "Run4Fun" und Ennser "Skinfit" Aquathlon. In den vergangenen Jahren wurden auch andere wesentlich umfangreichere Veranstaltungen abgehalten (beispielsweise viermal Österr. Staatsmeisterschaften und einmal Europa-Cup (2001) im Duathlon).